# Logne (Belgique)
Pour les articles homonymes, voir Logne.
Logne est un hameau du village de Vieuxville, en province de Liège (Belgique). Traversé par la Lembrée, un affluent de l’Ourthe, le hameau fait aujourd’hui partie de la commune de Ferrières en Région wallonne de Belgique. Il est surtout connu pour les ruines de son château médiéval qui le dominent sur son flanc occidental.

## Toponymie
Plusieurs variantes latines sont Lomna, Longia, Lunnia et Lungia. Les textes français donnent les graphies suivantes : Loingne, Loigne et Logne qui signifierait éloigné, lointain.

## Situation
Le dernier kilomètre du cours de la Lembrée est quasiment parallèle à celui de l'Ourthe dont elle est affluent. En effet, à 1 200 m du confluent, la Lembrée ne se trouve qu'à 120 m à vol d'oiseau de l'Ourthe. La colline de Logne est ainsi presque entièrement entourée d'eau. Entre ces vallées encaissées, un étroit éperon rocheux d'une soixantaine de mètres de haut a permis la construction du château fort de Logne, forteresse haut-perchée et facile à défendre.
Depuis le Moyen Âge, le site de Logne a toujours tenu le rôle de frontière. Autrefois, poste le plus occidental de la principauté de Stavelot-Malmedy, aujourd'hui, limite provinciale entre les provinces de Liège et de Luxembourg.

## Patrimoine
- Le Château de Logne date du Moyen-âge. Ses ruines dégagées au début du XXe siècle sont une attraction touristique importante.

- Le Musée du château de Logne se trouve au centre de Vieuxville. Il rassemble un grand nombre d’objets d'usage domestique ou militaire découverts lorsque le puits du château fut exploré.

- Le Domaine de Palogne est un centre récréatif au confluent de l’Ourthe et de la Lembrée.

## Personnalité
- Erasme Neuforge. Probablement né en 1643 à Olne, près de Herve. Prêtre (1666). Curé de Logne de 1669-1676. Ensuite, la paroisse disparaît.
- Le peintre Henri Théatre (1913-1985) vécut longtemps à Logne.